# Taximastinocerus cephalotes
Taximastinocerus cephalotes is een keversoort uit de familie Phengodidae. De wetenschappelijke naam van de soort is voor het eerst geldig gepubliceerd in 1938 door Pic.